# Манаров Муса Хіраманович
Муса́ Хірама́нович Мана́ров — (нар. 22 березня 1951, Баку, Азербайджанська РСР, СССР) — космонавт лакського походження, Герой Радянського Союзу (1988), льотчик-космонавт СРСР (№ 64), бортінженер космічного корабля «Союз ТМ-4» та орбітальної станції «Мир», полковник запасу. Здійснив два космічних польоти загальною тривалістю 541 доба 1 година. Дитинство провів у різних містах за місцем військової служби батька, в тому числі в селищі Клевань біля Рівного, в місті Алатир (Чувашія), у Харкові.
Під час космічних польотів зробив 7 виходів у відкритий космос загальною тривалістю 34 години 23 хвилини.
З 1990 року — космонавт-інструктор науково-виробничого об'єднання «Енергія». Займався політичною діяльністю. У 1990—1993 роках — народний депутат РРФСР. У 1992—1995 роках — генеральний директор ТОО «МКОМ».
Живе в Москві. З 1995 року — директор ЗАТ «Виділені інтегральні мережі».
Радіоаматорський позивний: U2MIR [1]
Депутат Державної Думи Російської Федерації, фракція «Єдина Росія».